# Euplocamus ophisa
Euplocamus ophisa är en fjärilsart som beskrevs av Pieter Cramer 1779. Euplocamus ophisa ingår i släktet Euplocamus och familjen äkta malar. Inga underarter finns listade i Catalogue of Life.

## Bildgalleri

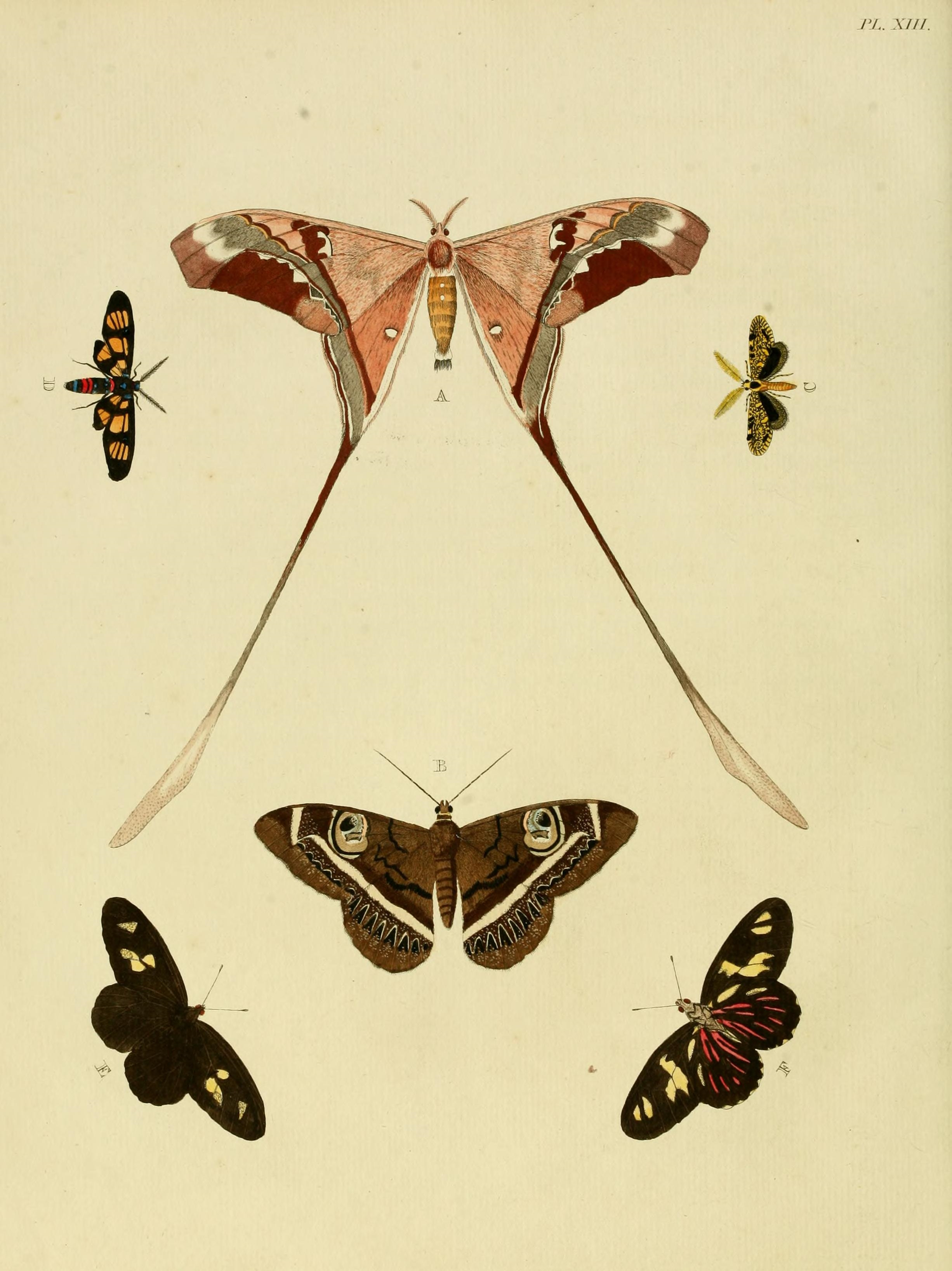